# Виммис
Виммис (нем. Wimmis) — коммуна в Швейцарии, окружной центр, находится в кантоне Берн.
Входит в состав округа Нидерзимменталь. Население составляет 2289 человек (на 31 декабря 2006 года). Официальный код — 0769.

## Персоналии
- Фришинг, Франц Рудольф

## Фотографии

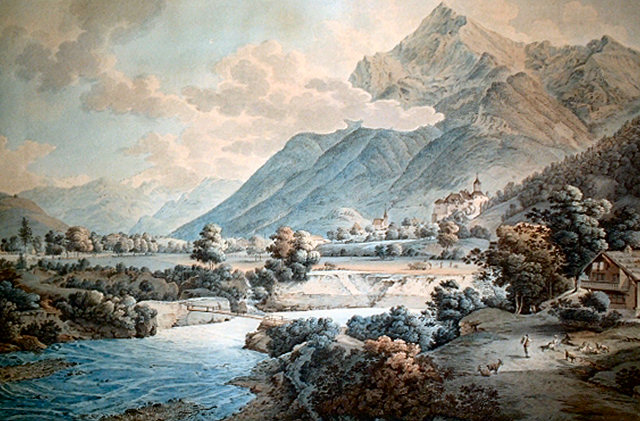
Картина Людвига Аберли (1783)